# Anders Lindbäck (präst)

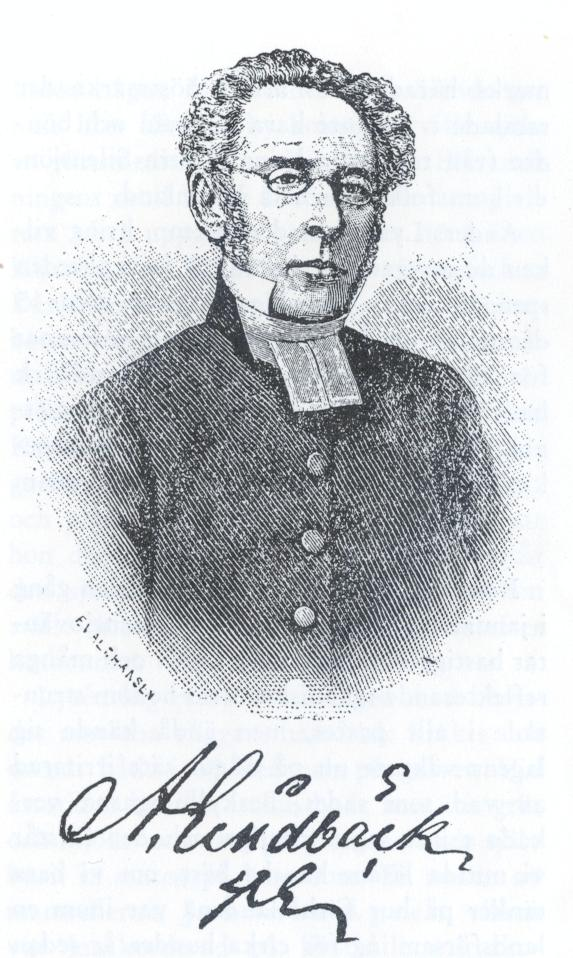
Ett porträtt av Anders Lindbäck med dennes namnteckning.

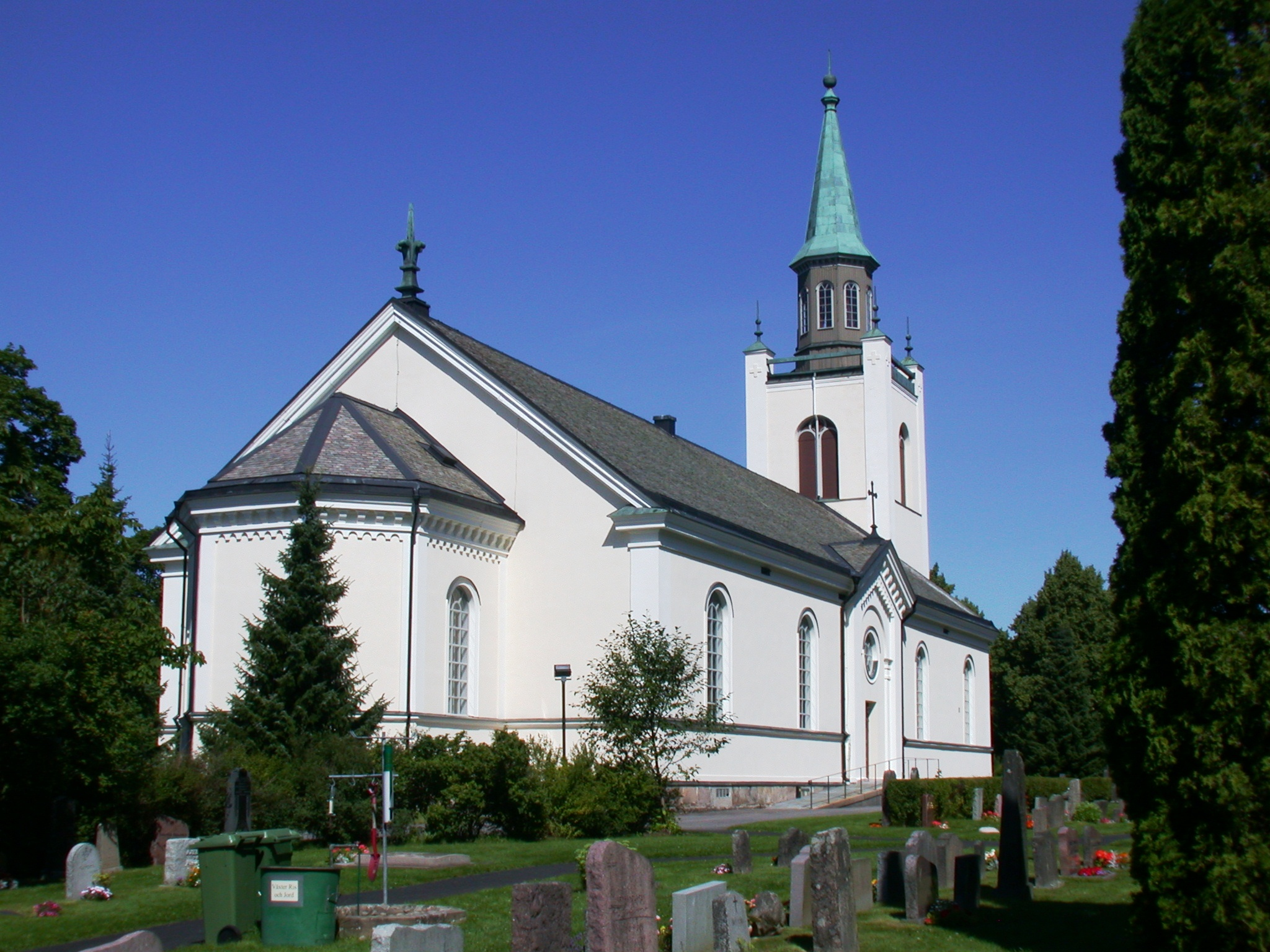
Silbodals kyrka.

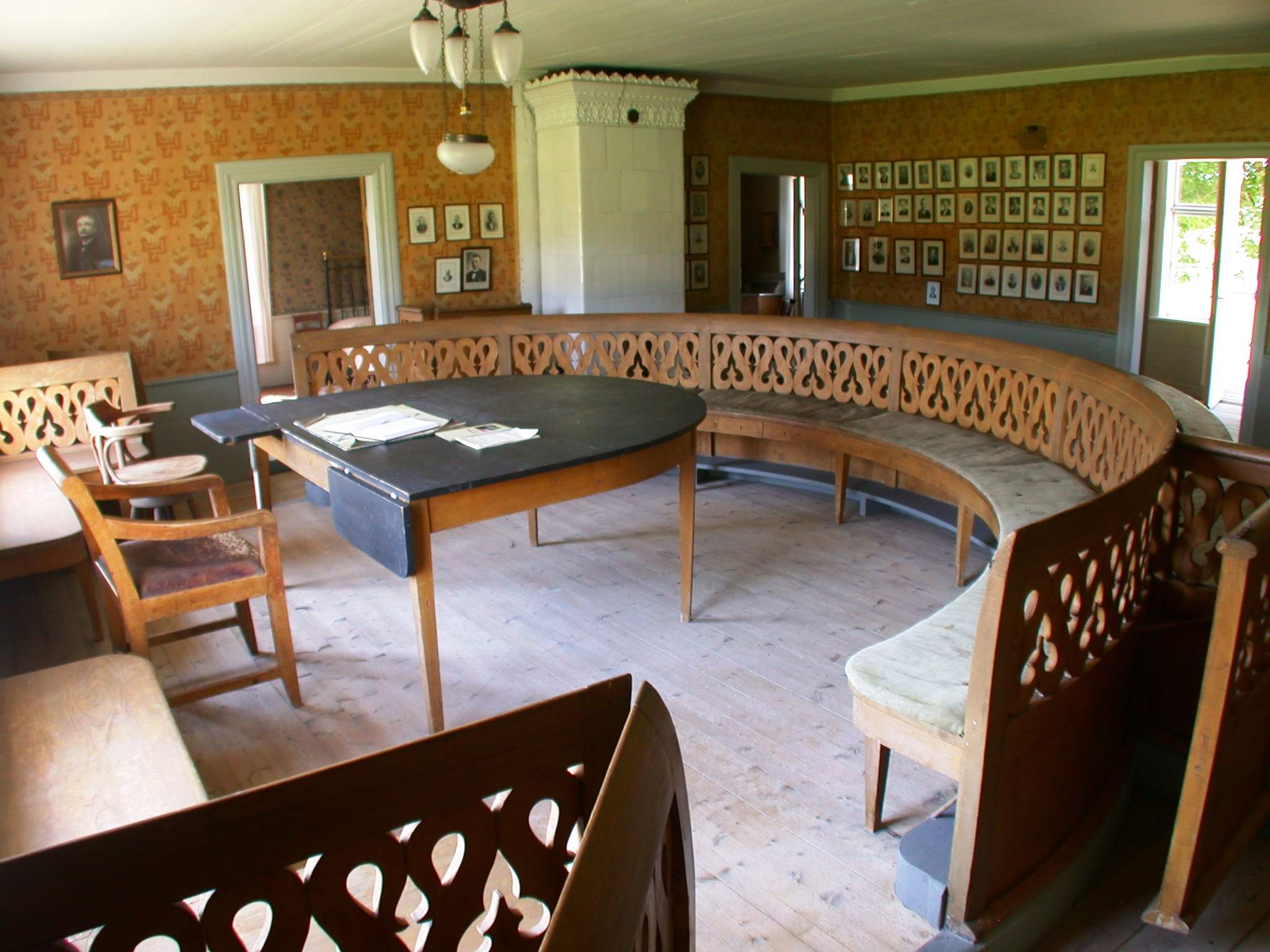
Tingssalen i Långelanda tingshus.

Anders Lindbäck, född 22 december 1803 i Bredtvet i Brålanda, död eller 25 november 1865 i Karlstad, var en svensk präst och seriemördare. Han avslöjades efter att anhöriga till ett av hans offer, Anders Lysén, i februari 1865 begärt gravöppning och obduktion av Lyséns kvarlevor.

## Uppväxt och utbildning
Lindbäck föddes som son till lantbrukaren Sven Andersson (1774–1822) och dennes hustru Lisa Olsdotter (död 1821). Fadern kallades för "Skinke-Sven" då han stulit en skinka vid något tillfälle och kom att bli en fattig backstugusittare, från att ha varit en välbärgad hemmansägare. Under sin uppväxt fick Lindbäck ofta gliringar om faderns tilltag. Lindbäck växte upp under mycket fattiga förhållanden och fick leva på matgåvor från sockenbor tills hans morbror, kyrkoherde Johan Nordahl i Nössemarks församling, år 1820 hjälpte honom med medel till studier. Lindbäck läste först i Vänersborg och från 1824 vid Skara läroverk. Han skrev in sig vid Uppsala universitet 2 februari 1829 och prästvigdes där 19 december 1831. Han fick omedelbart tjänst som sockenadjunkt i Skålleruds församling och samtidigt skolmästare vid järnbrukets egen skola på Upperuds bruk där han stannade till 1861 då han sökte och fick tjänst som kyrkoherde i Silbodals församling. Under tiden i Skållerud inledde han en hård kamp mot alkoholmissbruket, en kamp som han även fortsatte i Silbodal.

## Giftermål och barn
I Skållerud inackorderades Lindbäck hos lantbrukaren och inspektören Johan Ågren, vars ogifta brorsdotter Johanna Ågren snabbt fattade tycke för Lindbäck. Han gifte sig emellertid med Fredrika Charlotta Bergman år 1834, men Johanna Ågren erbjöd, efter sin farbrors död, Lindbäck att köpa dennes gård synnerligen billigt mot att hon fick bli inackorderad på gården under resten av sitt liv. Gården var rik och inkomsterna från denna gav Lindbäck möjlighet att bland annat kosta på sina söner en bra utbildning och dessa blev båda officerare.

## Tiden i Silbodal
1861 valdes Lindbäck till kyrkoherde i Silbodal. Då Lindbäck tillträdde sin kyrkoherdebefattning hade socknen att bära fattigunderstöd för 40 personer, en mycket tung börda för en fattig skogsbygd. Lindbäck ville minska dessa kostnader och genomdrev ett antal bestämmelser och förordningar i syfte att få mindre utgifter. Hans strävan ledde till att han 1864 begick åtminstone tre dokumenterade mord genom att blanda arsenik i nattvardsvinet. Misstanke fanns att Lindbäck hade giftmördat ytterligare personer. Han begick även mordförsök med gift på fler personer som emellertid överlevde.

## Rättegångar
Under den första rättegången, vilken hölls av häradsrätten i Långelanda tingshus, hävdade han att han begått morden av barmhärtighet. Dock fanns det åtminstone i ett fall misstanke om ekonomiska motiv. Lindbäck dömdes till döden och målet togs vidare till hovrätten som gav häradsrätten bakläxa för en undermålig undersökning och rättsprocess. Häradsrätten behandlade fallet igen, men straffet ändrades inte. Lindbäck begick emellertid självmord genom hängning innan halshuggning skulle ske i fängelset i Karlstad.

## Offer

### Mordförsök
- Daniel Andersson i Huken
- Daniel Danielsson
- Nils Danielson i Årjäng
- Per Olsson i Klevarne

### Döda
- 19 oktober 1864: Änkan Karin Persdotter i Huken
- 30 november 1864: inhyseshjonet Nils Pettersson i Fårskog
- 15 december 1864: förre handlanden Anders Lysén i Silbodal

### Facklitteratur
- Bondeson, Lars (1995). ”Giftmordsprästen i Silbodal: en psykologisk gåta : "Silbodals gamla prästgård berättar"”. Karlstads stiftsbok (Karlstad : Stiftskansliet, 1969-) 1995/96 (84),:  sid. 150-154. ISSN 0280-0705. ISSN 0280-0705 ISSN 0280-0705. Libris 2098804
- Janson, Erik (2007). ”Mordängel i prästkappa”. Svenska turistföreningens årsbok 2007,:  sid. [136]-149 : ill.. 0283-2976. ISSN 0283-2976. Libris 11156589
- Lindholm, Johannes (1890). F. kyrkoherden i Silbodal Anders Lindbäck och sjuke Daniel Andersson i Huken: tvenne oförliknelige mäns lefnadsteckningar. Chicago, Ill.: Chicago-bladet. Libris 860905
- Lyttkens, Yngve (1946). Giftmorden i Silbodal. Stockholm. Libris 197440

### Skönlitteratur
- Ekström, Per Olof (1971). Arsenik och nattvardsvin: en roman om Silbodalsprästen Anders Lindbäck. Göteborg: Zinderman. Libris 1220726
- Eriksson, Caroline (2014). Inga gudar jämte mig. ISBN 9789137141848. Forum.

### Skillingtryck
Det finns minst fem skillingtryck om händelserna:
- För blott några trettio år tillbaka
- Så skönt det är, när trogna herden leder
- I många, många år han dref
- Hvo kan fatte dit Bud (danska)
- Ja Verden er slet i Bund og Grund (danska)